# 何兆武
何兆武（1921年9月14日—2021年5月28日），男，祖籍湖南岳阳，生于北京，中國历史学家、翻译家，清華大學教授，主要研究历史理论、历史哲学及思想史。

## 生平
祖籍湖南岳阳，1921年生于北京，1939年攻讀国立西南联合大学，期間多次更換專業，本科讀工程和历史，研究生讀哲学和外语。曾受教于錢穆、雷海宗、姚从吾、张奚若、噶邦福，1943年畢業。1946至1947年間在台灣和姐姐、母親待在一起，後來返回大陸。1956年至1986年間先後擔任北京图书馆编目员、西安师范学院（原西北大学歷史係，今陝西師範大學）历史系讲师，後來進入中国社会科学院历史研究所工作，先後為助理研究员和研究员。文革期間被打倒。1986年任清华大学思想文化研究所教授，曾訪問哥伦比亚大学，此外也是马堡大学的客座教授。2021年5月28日在北京逝世，享年99岁。

## 著作
- 《中国思想发展史》 湖北人民出版社，2007年6月，ISBN 9787216051354
- 《上学记》 生活·读书·新知三联书店，2006年8月，ISBN 9787108025104
- 罗素《西方哲学史》（译著）商务印书馆，1963年，ISBN 9787100004824
- 卢梭《社会契约论》（译著）商务印书馆，2003年2月， ISBN 9787100037259
- 康德《历史理性批判文集》（译著）天津人民出版社，2014年10月，ISBN 9787201086415
- 柏克《法国革命论》（译著）商务印书馆，2010年9月，ISBN 9787100032490
- 帕斯卡尔《思想录》（译著）商务印书馆，1985年11月，ISBN 9787100022842

## 外部連接
- 大師-何兆武（页面存档备份，存于），騰訊視頻